# Mohaka River
Der Mohaka River ist ein Fluss in der Region Hawke’s Bay auf der Nordinsel von Neuseeland.

## Geographie
Der Mohaka River ist mit seinem Wassereinzugsgebiet von 2444 km² der zweitgrößte Fluss in der Region Hawke’s Bay. Der Fluss bildet sich durch den Zusammenfluss der beiden Flüsse Kaipo River und Oamaru River zwischen dem Kaimanawa Forest im Norden und dem Kāweka Forest im Süden. Von dort fließt der Mohaka River mäanderförmig zunächst von der östlichen langsam in eine südsüdöstlich Richtung, um dann in einem weiten Schwenk seinen Weg in nordnordöstliche Richtung fortzusetzen. Bis zu seiner Mündung in den Pazifischen Ozean vollzieht der Fluss eine weitere Richtungsänderung in einem weiten Bogen wieder in südöstliche Richtung.
Als linke Nebenflüsse tragen die Flüsse Taharua River, Ripiaa River, Waipunga River und Te Hoe River dem Mohaka River ihre Wässer zu und rechtsseitig tun dies die Flüsse Mangatainoka River, Makino River und Makahu River.
In der Nähe der kleinen Siedlung Raupunga kreuzt der New Zealand State Highway 2 den Fluss und unweit davon die Eisenbahnstrecke der Palmerston North-Gisborne Line, die mit dem Mohaka Viaduct die höchste Eisenbahnbrücke Neuseelands und Australiens darstellt.